# Lotta greco-romana ai Giochi della XVIII Olimpiade - Pesi welter
La competizione della categoria pesi welter (fino a 78 kg) di lotta greco-romana dei Giochi della XVIII Olimpiade si è svolta dal 16 al 19 ottobre 1964 alla Arena Nippon Budokan a Tokyo.

## Formato
Ad ogni incontro venivano assegnate le seguenti penalità:
- 0 = Al vincitore per schienata
- 1 = Al vincitore ai punti
- 2 = In caso di pareggio
- 3 = Allo sconfitto ai punti
- 4 = Allo sconfitto per schienata

Con sei penalità o più il lottatore veniva eliminato.

## Risultati
| Legenda                                  | Legenda |
| ---------------------------------------- | ------- |
| Lottatore con 6 penalità o più Eliminato |         |

### 1º Turno
Si è disputato il 16 ottobre
| Vincitore        | Pen. | Risultato  | Sconfitto            | Pen. |
| ---------------- | ---- | ---------- | -------------------- | ---- |
| Anatolij Kolesov | 1    | Ai Punti   | Sin Dong-Ui          | 3    |
| Ion Ţăranu       | 1    | Ai Punti   | Kiril Petkov         | 3    |
| Matti Laakso     | 0    | Schienata  | Job Mayo             | 4    |
| Mithat Bayrak    | 2    | = Parità = | Bertil Nyström       | 2    |
| Sadao Kazama     | 2    | = Parità = | Rudolf Vesper        | 2    |
| Antal Rizmayer   | 1    | Ai Punti   | Carlos Alberto Vario | 3    |
| Harald Barlie    | 2    | = Parità = | Helmut Längle        | 2    |
| Bolesław Dubicki | 1    | Ai Punti   | Russell Camilleri    | 3    |
| René Schiermeyer | 2    | = Parità = | Albert Michiels      | 2    |
| Asghar Zoghian   | 0    | Esentato   |                      |      |

### 2º Turno
Si è disputato il 17 ottobre
| Vincitore         | Pen. | Risultato  | Sconfitto            | Pen. |
| ----------------- | ---- | ---------- | -------------------- | ---- |
| Asghar Zoghian    | 1    | Ai Punti   | Sin Dong-Ui          | 6    |
| Anatolij Kolesov  | 3    | = Parità = | Ion Ţăranu           | 3    |
| Kiril Petkov      | 3    | Schienata  | Job Mayo             | 7    |
| Mithat Bayrak     | 3    | Ai Punti   | Matti Laakso         | 3    |
| Bertil Nyström    | 3    | Ai Punti   | Rudolf Vesper        | 5    |
| Sadao Kazama      | 3    | Ai Punti   | Antal Rizmayer       | 4    |
| Harald Barlie     | 2    | Schienata  | Carlos Alberto Vario | 7    |
| Russell Camilleri | 4    | Ai Punti   | Helmut Längle        | 5    |
| Bolesław Dubicki  | 2    | Ai Punti   | Albert Michiels      | 5    |
| René Schiermeyer  | 2    | Esentato   |                      |      |

### 3º Turno
Si è disputato il 18 ottobre
| Vincitore         | Pen. | Risultato  | Sconfitto       | Pen. |
| ----------------- | ---- | ---------- | --------------- | ---- |
| René Schiermeyer  | 3    | Ai Punti   | Asghar Zoghian  | 4    |
| Anatolij Kolesov  | 5    | = Parità = | Kiril Petkov    | 5    |
| Ion Ţăranu        | 5    | = Parità = | Matti Laakso    | 5    |
| Rudolf Vesper     | 6    | Ai Punti   | Mithat Bayrak   | 6    |
| Bertil Nyström    | 4    | Ai Punti   | Sadao Kazama    | 6    |
| Antal Rizmayer    | 4    | Schienata  | Harald Barlie   | 6    |
| Bolesław Dubicki  | 3    | Ai Punti   | Helmut Längle   | 8    |
| Russell Camilleri | 4    | Schienata  | Albert Michiels | 9    |

### 4º Turno
Si è disputato il 19 ottobre
| Vincitore        | Pen. | Risultato  | Sconfitto         | Pen. |
| ---------------- | ---- | ---------- | ----------------- | ---- |
| Anatolij Kolesov | 5    | Schienata  | René Schiermeyer  | 7    |
| Ion Ţăranu       | 6    | Ai Punti   | Asghar Zoghian    | 9    |
| Kiril Petkov     | 5    | Schienata  | Matti Laakso      | 9    |
| Bertil Nyström   | 5    | Ai Punti   | Russell Camilleri | 7    |
| Bolesław Dubicki | 5    | = Parità = | Antal Rizmayer    | 6    |

### 5º Turno
Si è disputato il 19 ottobre
| Vincitore        | Pen. | Risultato  | Sconfitto      | Pen. |
| ---------------- | ---- | ---------- | -------------- | ---- |
| Anatolij Kolesov | 7    | = Parità = | Bertil Nyström | 7    |
| Bolesław Dubicki | 7    | = Parità = | Kiril Petkov   | 7    |

### Turno finale
Si è disputato il 19 ottobre
| Vincitore        | Pen. | Risultato  | Sconfitto        | Pen. |
| ---------------- | ---- | ---------- | ---------------- | ---- |
| Anatolij Kolesov |      | Ai Punti   | Bolesław Dubicki |      |
| Bertil Nyström   |      | = Parità = | Kiril Petkov     |      |
| Bertil Nyström   |      | = Parità = | Bolesław Dubicki |      |

## Classifica finale
| Pos.    | Atleta               | Nazione          |
| ------- | -------------------- | ---------------- |
| Oro     | Anatolij Kolesov     | Unione Sovietica |
| Argento | Kiril Petkov         | Bulgaria         |
| Bronzo  | Bertil Nyström       | Svezia           |
| 4       | Bolesław Dubicki     | Polonia          |
| 5       | Antal Rizmayer       | Ungheria         |
| 5       | Ion Ţăranu           | Romania          |
| 7       | René Schiermeyer     | Francia          |
| 7       | Asghar Zoghian       | Iran             |
| 7       | Russell Camilleri    | Stati Uniti      |
| 10      | Matti Laakso         | Finlandia        |
| 11      | Rudolf Vesper        | Germania         |
| 11      | Sadao Kazama         | Giappone         |
| 11      | Harald Barlie        | Norvegia         |
| 11      | Mithat Bayrak        | Turchia          |
| 15      | Helmut Längle        | Austria          |
| 16      | Albert Michiels      | Belgio           |
| 17      | Sin Dong-Ui          | Corea del Sud    |
| 18      | Carlos Alberto Vario | Argentina        |
| 19      | Job Mayo             | Filippine        |